# MV Ocean Star Pacific
MV Ocean Star Pacific é um navio de cruzeiro agora propriedade da PV Enterprises International. Ele foi construído em 1971 pela Wärtsilä Helsinki Shipyard, na Finlândia para a Royal Caribbean International e batizado como MV Nordic Prince. Posteriormente, ele navegava sob os apelidos Carousel, Aquamarine e Arielle, antes de ser renomeado Star Ocean Pacific.

## História

### Royal Caribbean
The Nordic Prince foi o segundo navio a ser construído para a Royal Caribbean, e um dos primeiros modernos navios de cruzeiro construídos de propósito. Ela foi lançada em 9 de julho de 1971 e entrou em serviço para RCCL em 31 de Julho de 1971. Assim como seu irmão mais velho, Song of Norway, ele foi usado para cruzeiros nas Caraíbas com Miami como o porto como partida. Em junho de 1980 o navio foi alongado em Wärtsilä Helsínquia com mais 26 metros. Quando a RCCL adquiriu novos navios no final de 1980, o Nordic Prince foi usado para cruzeiro ao redor do mundo.

### Sun Cruises
O Nordic Prince tornou-se o primeiro navio da RCCL a ser suplantado pela maior tonelagem de março de 1995, quando ele foi vendido para a Sun Cruises. Antes do navio entrar em serviço para seus novos proprietários, o Sky Lounge em torno de seu funil foi removido. Renomeado para MV Carousel, o navio começou a cruzar para a Sun Cruises em 6 de maio de 1995. Durante seu tempo com a Sun Cruises ele passava os verões no Mediterrâneo, mas durante o inverno, ele voltava para o Caribe. Em fevereiro de 2000, o Carousel foi aterrado perto de Cancún, no México, o que levou ao cancelamento de cinco cruzeiros, enquanto ele estava sendo reparado. Perto do fim do seu serviço com a Sun Cruises o navio recebeu cores funil do grupo empresarial MyTravel. No início de 2000 a Sun Cruises começou a sair do negócio de cruzeiro.

### Louis Cruise Lines
Em julho de 2004, o Carousel foi vendido para a Louis Cruise Lines, de Chipre, mas fretado de volta à Sun Cruises até maio de 2005. O Carousel foi o último navio da Sun Cruises em serviço. A Louis Cruise Lines o renomeou como cruzeiro MV Aquamarine e a partir de junho de 2005, foi utilizado em cruzeiros de 7 dias ao redor do Mediterrâneo com Genoa como porto de partida. Em abril de 2006 o navio foi fretado por cinco anos para a Transocean Tours que o renomeou para MV Arielle. No entanto, a carta foi aparentemente terminada no início de 2008, quando o navio voltou a frota Louis e revertido para o nome de Aquamarine.

### Ocean Star Cruises
Em maio de 2008, o cruzeiro Aquamarine foi desviado para Milos, uma ilha no Mar Egeu, depois de um corte de 1,5 metros foi encontrado em seu casco em cerca de 1,5 m acima da linha de água. o casco do navio foi danificado depois que raspou contra um cais durante a sua partida do porto de Heraklion, em Creta para a ilha turística de Santorini. Os 872 passageiros e 407 tripulantes a bordo estavam a salvo. Em dezembro de 2010 Louis Cruises anunciou que estaria continuando a renovação da sua frota com a venda do Aquamarine para operadora mexica Ocean Star Cruises, que o renomeou para Ocean Star Pacfic. Em março de 2011 o Ocean Star Pacific foi amarrado em Caracas Bay em Curaçao para manutenção. Ela entrou em serviço para Ocean Star Cruises em 10 de abril de 2011. Em 15 de abril de 2011 o Ocean Star Pacific esteve com deficiência em Huatulco, México, devido a um incêndio na sala de máquinas.